# مات فريمان
مات فريمان (بالإنجليزية: Matt Freeman )‏ (و. 1966  م) هو عازف بيس، ومغني، وموسيقي أمريكي، ولد في ألباني، ألاميدا، كاليفورنيا، يستخدم آلات غيتار البيس.

## وصلات خارجية
- مات فريمان على موقع IMDb (الإنجليزية)
- مات فريمان على موقع ميوزك برينز (الإنجليزية)
- مات فريمان على موقع أول ميوزيك (الإنجليزية)
- مات فريمان على موقع أول ميوزيك (الإنجليزية)
- مات فريمان على موقع ديسكوغز (الإنجليزية)

- مات فريمان في قاعدة بيانات الأفلام على الإنترنت